# Heteracris cinereus
Heteracris cinereus är en insektsart som först beskrevs av Blanchard 1853.  Heteracris cinereus ingår i släktet Heteracris och familjen gräshoppor. Inga underarter finns listade i Catalogue of Life.